# Потьомкінські села

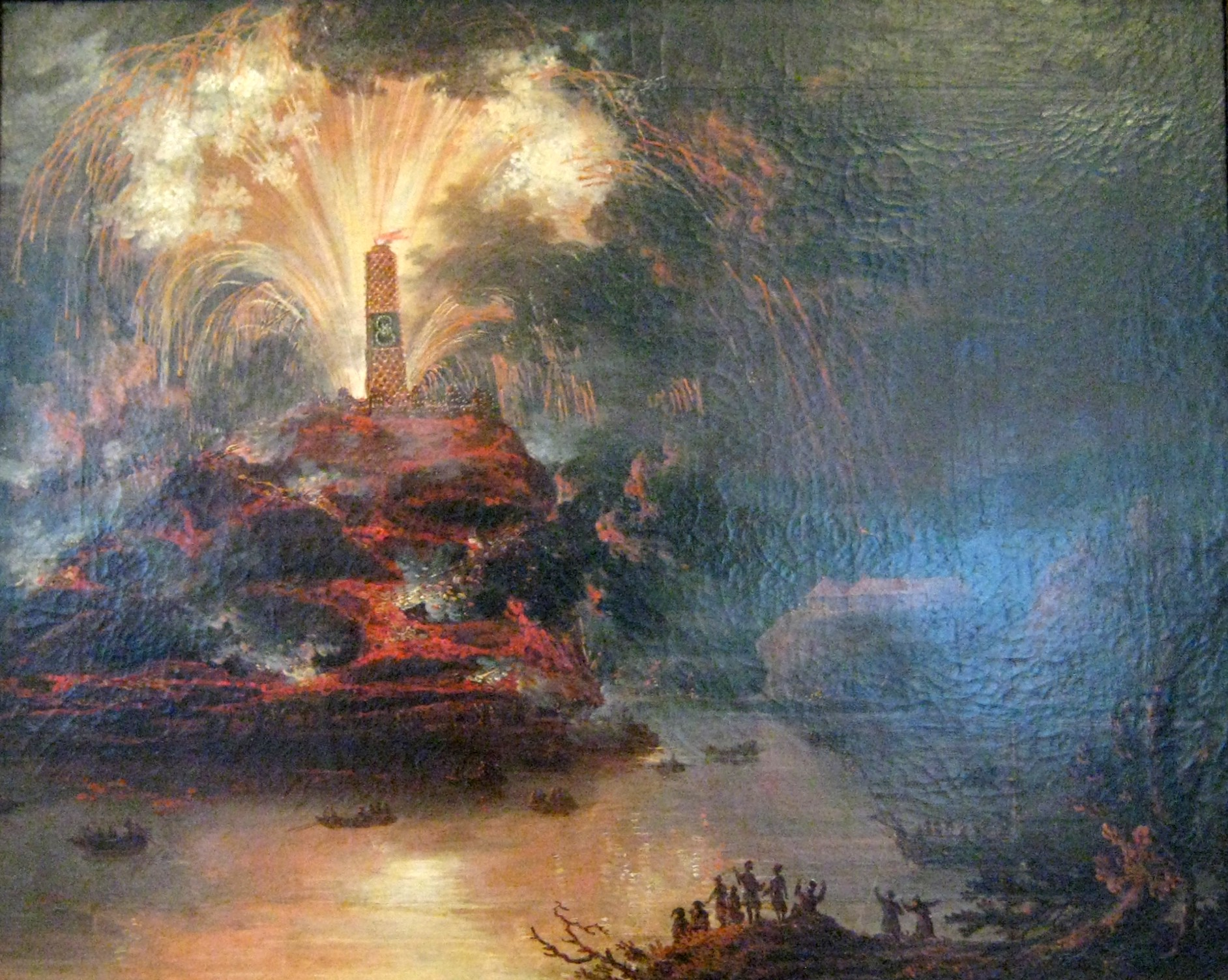
Салют на честь Катерини ІІ у 1787 році.
Худ. Плерш Я. Б., 1787 р. Львівська картинна галерея.

Потьомкінські села (рос. Потёмкинские деревни) — камуфляжні села, які були вибудувані за вказівкою графа Потьомкіна вздовж маршруту Катерини II під час її поїздки в 1787 році в Україну — Причорномор'я і Тавриду, які були відвойовані в Османської Імперії, хоча скоріш за все села були просто дуже прикрашені за реальний стан бідної імперії. У нещодавно глухій місцевості імператриця побачила безліч будівель, війська, процвітаюче населення. Постав її погляду і Чорноморський флот у Севастополі. Ці досягнення здивували не тільки імператрицю, але й представників іноземних дворів, які подорожували разом з нею, а також австрійського імператора Йосипа II, що приєднався до них інкогніто. Дехто із цих представників залишив спогади про поїздку, також оповідями очевидців скористалися інші зарубіжні автори.
Очевидець поїздки французький посол при дворі Катерини II граф Се-Гюр писав:
|  | Міста, села, садиби, а іноді і прості хатини були так оздоблені і замасковані тріумфальними арками, гірляндами квітів і ошатними архітектурними декораціями, що вид їх обманював, перетворюючи їх у нас на очах у чудові міста, раптово споруджені палаци, в сади, розкішно створені. |

Варто зауважити, що граф Се-Гюр писав про міста, села та садиби, які реально існували, але були надмірно прикрашені, але згодом зусиллями рядом авторів затвердилась думка, що були лише майстерно розписані декорації, а самих сіл не існувало.
Авторство поширення оповідей про те, що на місці потьомкінських сіл не існувало ніяких поселень, приписують саксонському дипломату Гельбігу. Вперше легенда була опублікована анонімно, згодом — у книзі-памфлеті Йоганна Альбрехта «Пансалвін, князь темряви». В 1809 ця книга була видана російською мовою, викликавши обурення ще живих співробітників Потьомкіна.
Незважаючи на певну міфологічність, вислів «потьомкінські села» міцно увійшов у вжиток у значенні «показухи», окозамилювання.